# Christoph Rudolff
Christoph Rudolff, nemški matematik in avtor prve nemške knjige o algebri, * 1499, Jawor, Šlezija, † 1545, Dunaj
Med leti 1517 in 1521 je bil Rudolff študent Henricusa Grammateusa na dunajski univerzi. Leta 1515 je napisal knjigo Behend und hübsch Rechnung durch die kunstreichen regeln Algebre so gemeinicklich die Coss genent werden (dob. Spretno in čudovito računanje z umetelnimi pravili algebre, ki se jim pravi cosae), ki je prvo nemško delo o algebri, nastalo pa je sicer po anonimni predlogi Regulae cosae vel Algebrae. Ukvarjal se je z rešitvami linearnih ter kvadratnih enačb. Uvedel je znak za koren (√), domnevno zato, ker spominja na malo črko 'r' (za latinski radix, dob. 'koren'), a za to ni neposrednih dokazov. Poleg kvadratnih je označeval tudi kubne in četrte korene. Po mnenju Floriana Cajorija, zgodovinarja matematike, se je korenski simbol razvil iz pike, za Rudolffove znake pa sklepa, da so 'r'-ji. Delo je napisano v gotici v nemščini, ki pa tedaj še ni imela trdnih pravopisnih pravil.
Leta 1526 je izdal knjigo Künstliche Rechnung mit der Ziffer unnd mit den Zalpfennigen, sampt der Welligschen Practica, und allerley vortheil auff die Regel De Tri (dob. Umetno računanje s števili in plačili v penijih, skupaj z italijansko metodo in vsemi prednostmi po pravilu De Tri), v kateri je opisal osnovno aritmetiko, ulomke, tudi ulomke z uporabo števnih tabel, pravilo de Tri ter italijanski postopek za reševanje aritmetičnih problemov. Knjiga je bila namenjena trgovcem. Leta 1530 je kot razširitev knjige iz leta 1526 izdal tudi knjigo z 293 matematičnimi problemi. Slednja kot prva tiskana knjiga vsebuje probleme z računanjem decimalnega dela, za označevanje decimalnega ločila pa je uporabljal pokončnice. Knjiga vsebuje tudi namige za reševanje matematičnih nalog ter tabelo z nekaterimi merskimi enotami.
Spremenljivke je v nasprotju s tedanjo prakso označeval s črkami. Rudolff je uporabljal tudi izrek x0 = 1. Za vire je uporabljal latinski prevod del arabskega matematika Al Hvarizmija ter zbrano delo Johanna Vögelina. Rudolffovo delo sta kasneje uporabljala tudi še Gemma Frisius, nizozemski matematik in astronom, ter leta 1770 Leonhard Euler.
Michael Stifel je v predgovoru tretjega dela njegovega dela Arithmetica integra zapisal, da je Rudolff umrl leta 1543.